# Harbouey
Harbouey település Franciaországban, Meurthe-et-Moselle megyében. Lakosainak száma 134 fő (2022. január 1.). Harbouey Barbas, Cirey-sur-Vezouze, Frémonville, Halloville, Nonhigny, Parux és Petitmont községekkel határos.

## Népesség
A település népességének változása:
| Lakosok száma | 171  | 112  | 100  | 121  | 105  | 115  | 118  | 125  | 129  | 134  |
|               | 1968 | 1982 | 1990 | 2006 | 2013 | 2015 | 2017 | 2019 | 2020 | 2022 |